# Покровский, Алексей Васильевич
Алексей Васильевич Покровский (1903—1987) — советский учёный и организатор авиакосмической медицины, лауреат Сталинской премии (1952).

## Биография
Родился 18.02.1903 в с. Ловчиково Ставропольской волости Орловской губернии.
С 1921 года на военной службе. Окончил Военно-медицинскую академию (1934) и работал там же.
С февраля 1941 г. помощник начальника КУМС (Курсы усовершенствования) ВМА, с сентября 1941 по июнь 1944 г. служил на Карельском фронте, помощник начальника ВСУ по ВВС (до августа 1943), затем заместитель начальника СО ОдВО по ВВС. Руководил медицинским обеспечением Военно-воздушных сил, а позже участвовал в руководстве медицинской службой фронта при обороне Заполярья.
С марта 1945 по 1947 г. начальник Центрального авиационного госпиталя (ЦВНИАГ).
С 1947 по 1959 г. начальник Государственного научно-исследовательского испытательного института авиационной и космической медицины (ГНИИИАиКМ) МО СССР. Под его руководством были выполнены первые в СССР биологические исследования на животных в верхних слоях атмосферы (суборбитальные полеты) и в космическом пространстве; обоснованы условия безопасного пребывания живых организмов при полетах на ракетах в герметической кабине.
С 1959 г. в отставке, работал начальником медицинского отдела на машиностроительном заводе № 918 ГКАТ (НПП «Звезда») (пос. Томилино).

## Награды и звания
Полковник медицинской службы. Кандидат медицинских наук.
Лауреат Сталинской премии (1952) — за разработку и испытания специальной аппаратуры для запуска собак на большие высоты в герметической кабине. Награждён двумя орденами Красного Знамени (03.11.1944, 19.11.1951), орденами Ленина (05.11.1946), Красной Звезды (14.01.1943), Отечественной войны II степени (06.11.1985), медалями «За оборону Советского Заполярья», «За победу над Германией в Великой Отечественной войне 1941—1945 гг.».